# Quake 4
Quake 4 är en förstapersonsskjutare utvecklat av Raven Software i samarbete med id Software. Spelet släpptes till Windows 21 oktober 2005 och till Xbox 360 den 30 november. Spelet bygger på id Softwares Doom 3-motor.

## Handling
Handlingen tar vid där Quake II slutade och kretsar kring att den aggressiva alien-rasen Strogg attackerar jorden. Dessa bekämpas med såväl gamla som nya vapen, exempelvis shotgun, machinegun, nailgun och blaster.
Spelet börjar på en strogg-planet där Matthew Kane, spelets huvudperson, och hans kamrater kraschar. Därefter får spelaren delta i en mängd olika uppdrag, och köra fordon som till exempel Walker. Ungefär i mitten av spelet blir Kane "stroggifierad", vilket innebär att spelaren bland annat får mer hälsa och sköld. Spelaren kan också läsa stroggernas språk.

## Rollista
- Peter Stormare - Pvt. Johann Strauss
- Charles Napier - General Ulysses Harper
- Michael Gannon - First Lieutenant Scott Voss
- David Earnest - Corporal William Rhodes
- Khary Payton - Bidwell, Announcer
- Danny Cooksey - Anderson
- André Sogliuzzo - Corporal Alejandro Cortez
- Dimitri Diatchenko - Sledge
- Greg Eagles - Morris
- Kathryn Cressida - Computer / Pilot VO
- Phil LaMarr - Marines
- Steve Blum - Marines
- Wally Wingert - Marines
- Andre Ware - Marines
- Robin Atkin Downes - Olika röster

## Multiplayer
I likhet med tidigare Quake-spel har Quake 4 fem stycken spellägen: deathmatch, team deathmatch, capture the flag, Arena capture the flag (capture the flag med powerups) och ett tournament-läge (där folk spelar parallella en-mot-en matcher). Rent vapenmässigt återfinns ungefär samma arsenal som i tidigare Quake-spel, till exempel: railgun (som bara gör 80 i skada, till skillnad från i Quake II och Quake III där den gör 100), Rocket launcher, Grenade launcher och ett nytt maskingevär som nu har ett zoomläge. Dock är BFG10K utbytt mot Dark Matter gun. En nyhet på vapenfronten är Nail gun, som saknades i Quake II och III men fanns med i första Quake.